# Соціальна ефективність державного управління

## Поняття соціальної ефективності
Соціальна ефективність — це задоволення соціальних цілей та потреб суспільства шляхом здійснення державою управлінської діяльності.
Соціальну ефективність можна розглядати як на загальнодержавному рівні, так і на локальному (рівень підприємства). На рівні держави соціальна ефективність виявляється у вигляді умов та рівня життя населення, освіти, свободи пересувань, соціальних гарантій, системи охорони здоров'я.
У державі соціальна ефективність забезпечується поліпшенням умов праці та побуту, збільшенні розмірів заробітної плати, удосконаленні структури кадрів державних апаратів, підвищенні освіти державних службовців, впровадженні мотиваційних заходів для підвищення трудової активності громадян, соціально-культурному обслуговуванні громадян, створенні соціальної інфраструктури.
Але соціальні наслідки державного управління можуть бути не тільки позитивними, але й негативними. Негативними соціальними проявами можуть бути безробіття, посилення інфляції, погіршення екологізації виробництва або діяльності.
Соціальну ефективність варто розглядати на різних рівнях господарювання.
Соціальна ефективність розкриває актуальність, раціональність та ефективність будь-якої діяльності, у тому числі і на стадії «споживання», вона досягається протягом і в підсумку всього життєвого циклу механізму, технології, ідеї, організаційної форми тощо.
Соціальну ефективність можна розділити на:
- Загальну соціальну ефективність (характеризує результати і наслідки функціонування будь-якої управлінської системи, головним є фіксація внеску такої управлінської системи у добробут і розвиток суспільства)
- Спеціальну соціальну ефективність (покликана показати як організований і функціонує суб'єкт управління, які на нього йдуть ресурси, яким чином розподілені функції управління та технології діяльності, в чому полягає зміст, призначення і практична віддача від управлінських впливів, що є особливо актуально для складно організованих ієрархічних суб'єктів управління)
- Конкретну соціальну ефективність (фокусує увагу на окремих елементах управлінської діяльності, конкретних управлінських рішеннях та діях, актах поведінки посадових осіб та інших управлінців. Тут у полі зору перебувають інші прояви управління, які також є істотними і впливають на рівень, якість та результативність управління)[1]

Тобто, розкриття змісту соціальної ефективності полягає у її складності та багатогранності. Визначення потребує конкретизації соціального змісту трудової діяльності та необхідності оцінювання ступеню задоволеності населення результатами діяльності органів публічної влади.

## Критерії соціальної ефективності державного управління
Критерії загальної соціальної ефективності державного управління — це ті, які дають можливість бачити і, бажано, вимірювати досягнутий через державне управління рівень задоволення назрілих потреб, інтересів і цілей суспільства, окремої соціальної групи, конкретної особи. На їх основі можна визначити найголовніше: зв'язок державного управління і суспільства та готовність першого до забезпечення динаміки і гармонійності другого. З погляду раціональності й ефективності державного управління важливо, щоб задоволення потреб і вирішення породжених ними проблем проходило стійко, надійно і безповоротно, з належною повнотою і в належний час, при оптимальному використанні суспільних ресурсів.
Критерії загальної соціальної ефективності покликані спрямовувати державне управління на потреби і проблеми суспільства та характеризувати управлінський рівень їх вирішення. Вони логічно мають включати не тільки результати суспільного виробництва, а й соціальні наслідки їх споживання, не тільки економічні, а й соціальні, духовно-ідеологічні, психологічні, політичні, історичні, екологічні, демографічні явища, тобто весь спектр явищ, відносин і процесів, необхідних для нормальної життєдіяльності людини.
До критеріїв загальної соціальної ефективності державного управління можна віднести:
- рівень продуктивності праці, співвіднесений зі світовими параметрами за її відповідними видами;
- темпи і масштаби приросту національного багатства;
- рівень життя населення порівняно зі стандартами розвинутих країн;
- впорядкованість, безпеку, сталість та надійність суспільних відносин, їх відтворення з наростаючим позитивним результатом.[1]

Наведені узагальнюючі критерії загальної соціальної ефективності державного управління диференціюються за сферами суспільної життєдіяльності.
Загальна соціальна ефективність державного управління досягається зусиллям двох складових компонентів системи: держави у вигляді її органів та посадових осіб і суспільства, його керованих об'єктів і самоуправлінських структур. Ця ефективність має сукупний характер і не дає чіткого уявлення про внесок до неї кожного з названих компонентів.

## Механізми забезпечення соціальної ефективності

### Інституційний механізм забезпечення соціальної ефективності.
Він має визначальне значення на шляху до євроінтеграційних прагнень України, розбудови громадських інститутів, оскільки це виступає головним базисом для становлення демократичної, правової і соціальної держави.
Під інституційним механізмом зазвичай розуміється сукупність взаємозв'язків між формальними та неформальними інститутами, а також організаціями, які сприяють реалізації принципів демократичного врядування, забезпечують узгодження та коригування інтересів різних суспільних груп, координацію сумісної діяльності на шляху досягнення задекларованих цілей розвитку держави.

### Правовий механізм забезпечення соціальної ефективності.
Система правових засобів результативного правового впливу на суспільство та суспільні відносини. Тобто механізм включає в себе прийняття законодавчих актів, рішень та розпоряджень органів публічної влади, які спрямовані на практичну організацію управління:
- Здійснення управління безпосередньо шляхом прийняття рішень індивідуального характеру.
- Оформлення прийнятих рішень
- Організація виконання прийнятого рішення

Основу правового механізму складає юридичне визначення засобів, інструментів, процедури реалізації державної влади стосовно відносин:
- між державною владою/державними органами і суспільством, громадянами;
- між органами влади з приводу розподілу повноважень, визначення їх правового статусу;
- між державними службовцями і громадянами, залученими до державно-управлінського процесу, як з приводу професійного виконання обов'язків державними службовцями, так і з приводу звернення в державні органи для вирішення будь-яких власних проблем.

### Ресурсне забезпечення діяльності органів влади.
Для забезпечення життєдіяльності різних сфер соціально-політичного життя кожна система має у своєму розпорядженні певну кількість ресурсів. Щодо системи державного управління, то у відповідності із найважливішими сферами життєдіяльності можна виділити наступні: політичні, правові, економічні, технічні, мотиваційні, культурно-інформаційні, силові, демографічні.

#### Організаційні ресурси.
За своєю природою публічні організації повинні бути підзвітні і відповідальні перед громадськістю, яка особливо зацікавлена що і як вони роблять, так як:
- діяльність публічних організацій напряму впливає на якість життя людей;
- державні публічні організації є монополістами стосовно послуг, що надаються ними і це не залишає людям вибору та змушує їх приймати те, що пропонується;
- фінансування цих організацій здійснюється за рахунок податків, стягнутих із платників, що і є клієнтами цих організацій
- публічні організації регулюють дуже багато сфер людського життя.

#### Людські ресурси.
Людські ресурси обумовлюють професіоналізм та ефективність державного управління. Високий освітній рівень населення — один із найвизначніших факторів соціально-економічних перетворень.
У даному аспекті людські ресурси набувають форми капіталу, оскільки внески на підвищення їх якості розглядаються як інвестиції. У зв'язку з цим доцільно буде вести мову про кадрове забезпечення органів влади, і, водночас, діяльність по формуванню інтелектуального капіталу.
Управління є ефективним лише за наявності успішної координації зусиль багатьох людей, яка забезпечує взаємодію всіх елементів системи управління і надає можливість аналізувати ефективність системи державного управління. Одним із основних принципів забезпечення ефективності функціонування системи органів влади є професіоналізм державних службовців, підвищення якого покликано забезпечити достатній рівень державного управління в умовах проведення політико-адміністративного реформування.

#### Фінансові ресурси.
Фінансові ресурси та їх раціональне використання визначають матеріальну основу не тільки стабільності функціонування суб'єктів господарювання, але й ефективності та результативності системи публічного управління будь-якого рівня. Фінансові ресурси — грошові кошти, що є у розпорядженні того чи іншого органу влади.
Ефективність використання фінансових ресурсів в умовах їх обмеженості є одним із найважливіших показників діяльності органів влади і системи управління . Тому першочергового значення набуває застосування інструментів ефективного розподілу фінансових ресурсів та їх використання у процесі здійснення управлінської діяльності.

#### Часові ресурси.
Час — абсолютна категорія, що не піддається змінам[джерело?], але його можна використовувати по-різному. Закон економії часу гласить: чим менше витрати часу на виконання тієї чи іншої дії, тим вище продуктивність праці.
Специфічність часового ресурсу полягає у тому, що цей ресурс не підлягає відтворенню: безнадійно втрачені години та хвилини не можна повернути жодним чином. У діяльності органів державної влади оцінюванню ефективності та економії використаного робочого часу досі не приділено практично жодної уваги. Така ситуація склалася через те, що з кількістю робочого часу державних службовців (і не тільки) не звикли рахуватися, довільно трактуючи Закон України «Про державну службу», у якому зазначено «Тривалість робочого дня державних службовців визначається відповідно до законодавства про працю України, з урахуванням особливостей, передбачених цим Законом. Для виконання непередбаченої, невідкладної роботи державні службовці зобов'язані за розпорядженням керівника органу, в якому вони працюють з'явитися на службу у вихідні святкові та неробочі дні».

### Інформаційно-методичне забезпечення ефективності діяльності органів влади
Використання інформаційних технологій у державному управлінні значно знизить витрати на робочу силу, прискорить виконання функціональних обов'язків, гарантуватиме точність при збереженні та передачі даних, тобто підвищить ефективність та результативність управлінської діяльності.